# シベリア出兵
シベリア出兵（シベリアしゅっぺい、英: Siberian Intervention）とは、1918年から1922年までの間に、第一次世界大戦の連合国（イギリス・日本・フランス・イタリア・アメリカ・カナダ・中華民国）が「革命軍によって囚われたチェコ軍団を救出する」を名目にシベリアに共同出兵した、ロシア革命に対する干渉戦争の一つ。シベリア事変とも言う。
共産主義の封じ込めという目的のほかに帝政時代の外債と、露亜銀行などのさまざまな外資を保全する狙いもあった。
日本は1918年8月11日のウラジオストク上陸以来、増兵を繰り返して協定兵力を大きく超える兵力7万2,000人を派兵。ハバロフスクや東シベリア一帯を占領したが、日本の反ボリシェヴィキ政権樹立工作は酷寒とパルチザンの抵抗にあって不成功に終った。 1919年秋には白軍のアレクサンドル・コルチャーク政権が崩壊したことで英仏による革命政権圧殺の計画は不可能に陥り、ヨーロッパ革命情勢への危惧もあって両国はシベリア撤兵を決定した。アメリカもチェコ軍団の引揚げ完了で出兵目的は達成されたとして1920年1月にシベリア撤退を決定した。しかし日本の原敬内閣は、列国の撤兵後も出兵目的を居留民保護とロシア過激派が朝鮮や満洲に影響力を伸ばすことの防止に変更することで駐兵を継続しようとした。そのためアメリカなどから日本への不信感が高まり、日本国内でも批判が高まった結果、北樺太を除き1922年10月に日本も撤兵となった。北樺太からの撤兵が完了したのは25年5月であった。この出兵で日本は3500名の死傷者を出し、10億円に上る戦費を消費したうえ、日米関係の悪化を招き、日ソ国交回復の妨げにもなったとされる。
ソビエト・ロシア側の兵力・死者・損害は現在まで不明（後述する1920年「四月四・五事件」だけでも5,000名以上が殺害されたとされる）。
また別資料では、死傷者8万人、6億ルーブル以上の被害とされる。

## 背景

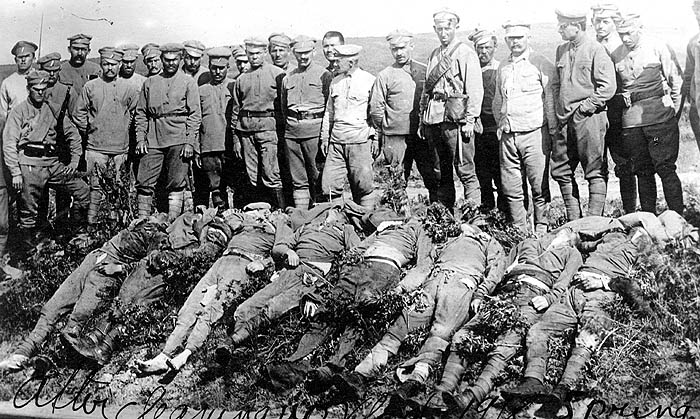
赤軍に殺害されたチェコスロバキア軍団

第一次世界大戦でヨーロッパは、ドイツ帝国、オーストリア・ハンガリー帝国などの同盟国と、フランス、ロシア帝国、イギリスなどの協商国が争っていた。
戦争が長期化するにつれ、近代化の遅れていたロシアは敗走を重ね、経済は破綻した。
1917年2月に2月革命、11月にはウラジーミル・レーニンの指導するボリシェヴィキにより世界最初の社会主義革命である十月革命が起き、1918年に帝国は崩壊した。
ボリシェヴィキ政権は単独でドイツ帝国と講和条約（ブレスト＝リトフスク条約）を結んで戦争から離脱した。
このため、ドイツは東部戦線の兵力を西部戦線に集中することができ、フランス、イギリスは大攻勢をかけられて苦戦した。連合国はドイツの目を再び東部に向けさせ、同時にロシアの革命政権を打倒することも意図した干渉戦争を開始し、その一環としてロシア極東のウラジオストクに「チェコ軍捕囚の救出」を大義名分に出兵した。
すでに西部戦線で手一杯になっているイギリス、フランスに大部隊をシベリアへ派遣する余力はなかった。そのため必然的に地理的に近く、本大戦に陸軍主力を派遣していない日本とアメリカに対して、シベリア出兵の主力になるように打診した。
日本政府のシベリア出兵に対する態度は、出兵という点では一致していた。しかし積極的な出兵論と消極的な出兵論の2つが存在し対立していた。
積極的な出兵論とは、イギリスおよびアメリカの考え方に関係なく、日本は主体的かつ大規模に出兵を断行せよという立場である。
これが参謀本部および外相本野一郎ならびに内相後藤新平達の出兵論である。対して、これと比較するとやや消極的な出兵論すなわち対米協定の出兵論が、元老山縣有朋および憲政会総裁の加藤高明ならびに立憲政友会総裁の原敬達によって唱えられた。
対米協定にもとづく妥協案が形成され、出兵に踏み切った。
レオナード・ハンフリーズ (Leonard Humphreys) は
| 「 | 当時の日本側の事情として、領土獲得への野心、日露戦争後に失った利権の奪還、地政学的な理由（日本はロシアと地理的に近く、さらに日本の利権が絡んだ満州、日本統治下の朝鮮半島は直接ロシアと国境を接していた）等のみならず、政治的・イデオロギー的な理由もあった。すなわち、日本の政体（国体）である天皇制と革命政権のイデオロギーは相容れない以上、共産主義が日本を含めた同地域に波及することをなんとしても阻止する必要があったのである | 」 |

としている。
そこで寺内首相は同地域において日本の息のかかった傀儡政権を樹立する事を参謀本部第二部長中島正武少将に命じた。

## 経過
1918年、日本はアメリカとの間で、日本が単独では進軍しないこと、兵力はそれぞれ8000人程度とすることを取り決めた上で出兵した。
同年4月5日、日本軍とイギリス軍の陸戦隊がウラジオストクに上陸。同年8月2日、政府はチェコ兵捕虜救助を名目としたシベリア出兵を宣言した。
続いて他国軍も到着した。イギリスやフランスは西部戦線に兵力を割かれていたため動員した兵力は少数であり、兵力の大半はアメリカとの協定を破って3万7千の大軍を動員した日本軍であった。
この際、日本の朝日やアメリカのブルックリン、イギリスのHMSサフォーク、中華民国の海容といった艦船が用いられている。
1918年11月に起こったドイツ革命によって第一次世界大戦は停戦する。これによってシベリア出兵の目的を喪失した連合国各国は、1920年に相次いで撤兵したが、その後も日本軍だけは駐留を続行した。
日本は当初のウラジオストクより先に進軍しないという規約を無視し、ボリシェヴィキが組織した赤軍や労働者、農民によるパルチザンとの戦闘を繰り返しながら、北樺太、沿海州や満洲を鉄道沿いにバイカル湖東部まで侵攻し、最終的にバイカル湖西部のイルクーツクにまで占領地を拡大した。
日本は連合国各国よりも数十倍多い兵力を動員し、各国撤退後もシベリア駐留を続けたうえ、さらに占領地に傀儡国家の建設を画策したことから、ロシアのみならず、イギリスやアメリカ、フランス、中華民国などの連合国からも領土的野心を疑われることになった。

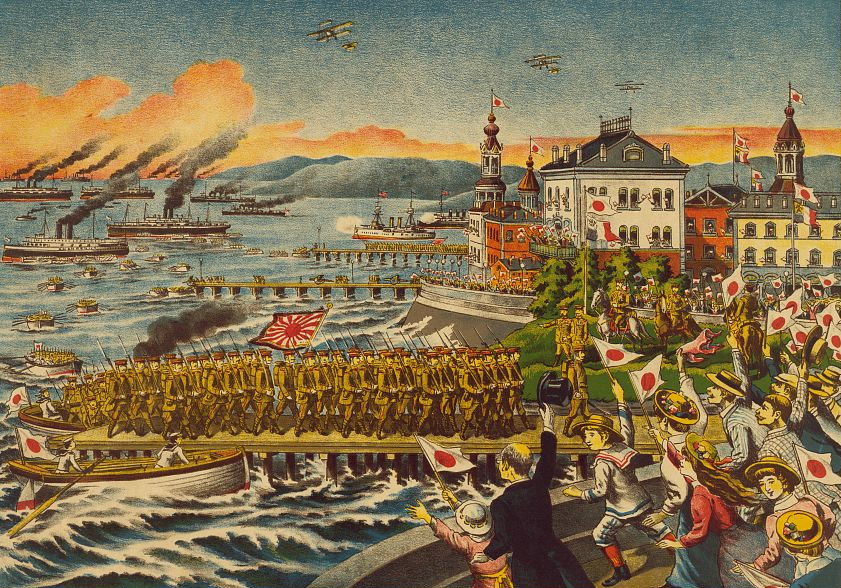
シベリア出兵を伝える日本の画報（救露討独遠征軍画報）
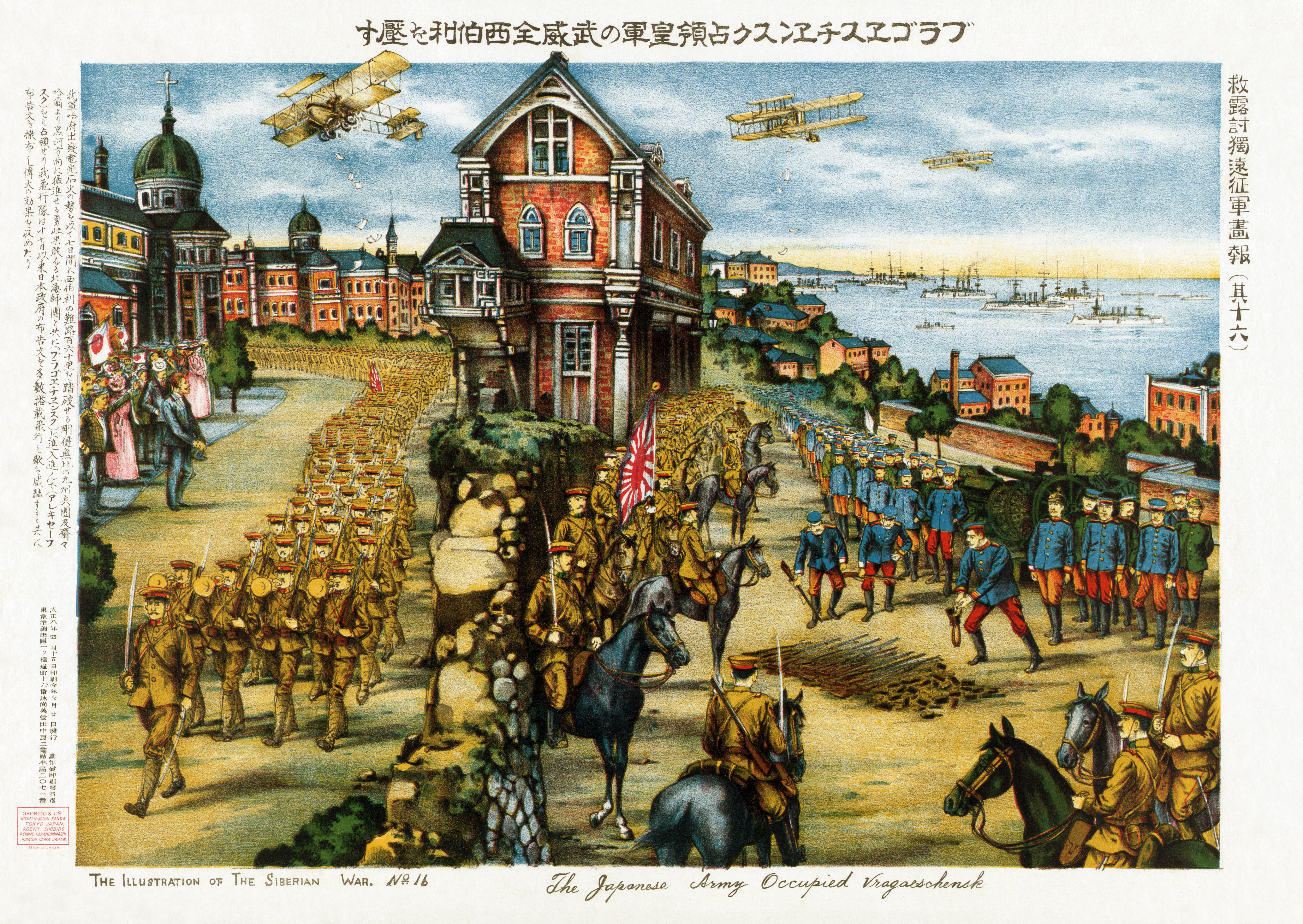
1918年、ブラゴヴェシチェンスクに入城する日本軍と日の丸を振って出迎える市民などを描いた作品。空からは航空隊により布告文が撒かれた。『救露討獨遠征軍画報』より
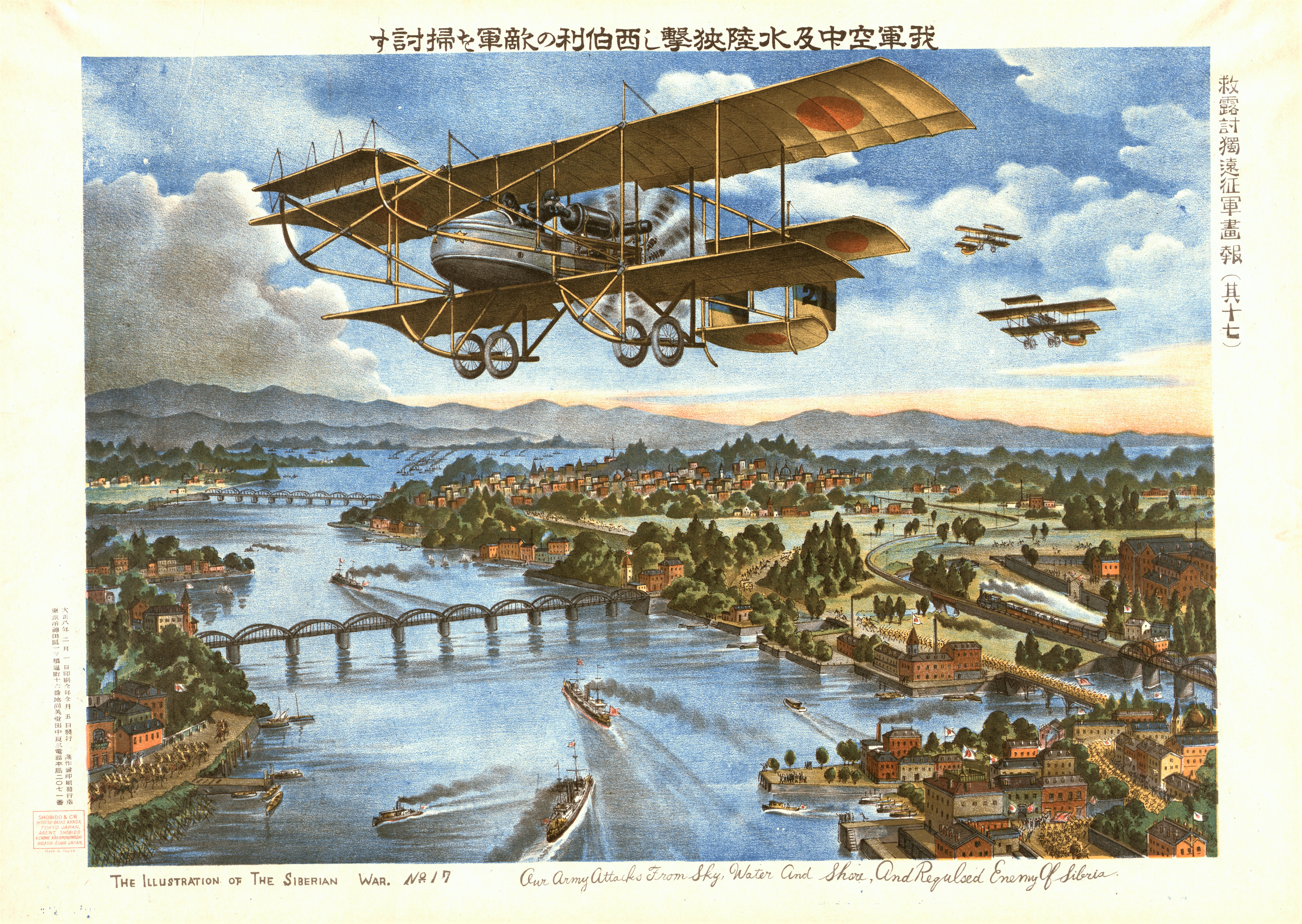
「我軍空中及水陸挟撃し西伯利の敵軍を掃討す」。国民を奮起させるためのプロパガンダ版画。『救露討獨遠征軍画報』より（1919年2月1日に描かれたもの）
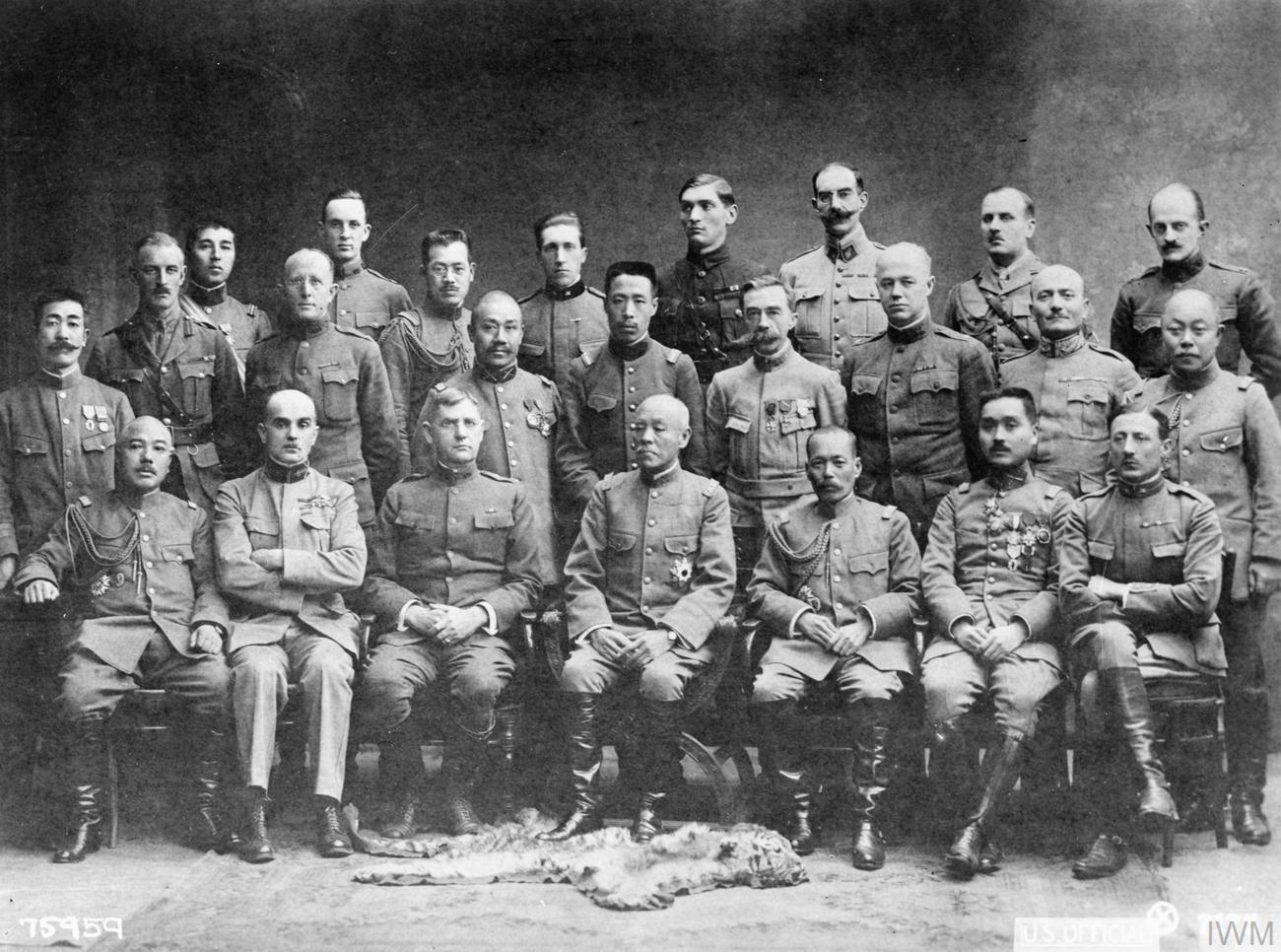
シベリア派遣軍の連合国将官ら

### 日本

#### パルチザン（ゲリラ）戦争
1919年1月から、労働者・農民などで組織されたパルチザンによる遊撃戦に苦戦。次第に交通の要衝を確保するのが精一杯の状態に陥った。日本軍はパルチザンが潜む可能性がある村落への懲罰攻撃を行った。
1919年2月中旬、歩兵第十二旅団長山田四郎少将は「師団長の指令に基き」次のような通告を発している。
| 「 | 第一、日本軍及び露人に敵対する過激派軍は付近各所に散在せるが日本軍にては彼等が時には我が兵を傷け時には良民を装い変幻常なきを以て其実質を判別するに由なきに依り今後村落中の人民にして猥りに日露軍兵に敵対するものあるときは日露軍は容赦なく該村人民の過激派軍に加担するものと認め其村落を焼棄すべし | 」 |

またウラジオストク派遣軍政務部長松平恒雄の内田外相宛の電報「別電一五九号」には次のように記されている。
| 「 | 最近州内各地に於いて過激派赤衛団は現政府及日本軍に対し州民を煽動し向背常なく我軍隊にして其何れが過激派にして何れが非過激派なるかの識別に苦ましめ秩序回復を不可能ならしめつつあるが斯くの如き状態は到底之を容すべからざるものと認め全黒竜州人に対し左の通り通告す一、各村落に於て過激派赤衛団を発見したる時は広狭と人口の多寡に拘らず之を焼打して殲滅すべし | 」 |

同年1月アムール州「マザノヴォ」という村で日本軍「現地守備隊」の掃討作戦に耐えかねたパルチザンが蜂起し、近隣の村落も巻き込んで大規模な戦闘が始まった。
日本軍は零下42℃という過酷な気象条件のため撤兵、村は一時赤軍パルチザンにより解放された。しかし守備隊長マエダ大尉（前田多仲大尉）の率いる討伐隊が再度来襲し、道すがら手当たりしだい村々を焼き、農民を虐殺し、蜂起民が逃げ散った「マサノヴォ」を再占領。さらに「ソハチノ」という近隣の村に到着するや、逃げ遅れた村民全てを銃殺し、村を徹底的に焼き払った。
この内、日本軍の『出兵史』に
| 「 | 同地には我が守備隊よりの掠奪品を隠匿しありしを以て懲膺の為過激派に関係せし同村の民家を焼夷せり | 」 |

とあり、掠奪、ゲリラ作戦への懲膺を理由として村の全民家を焼夷したと記されている。
同年2月13日インノケンチェフスカヤ村における掃討作戦で、「同日第12師団第3大隊第8中隊は同村を早暁襲撃し、パルチザンが逃亡したのち、無抵抗の村民をパルチザンのシンパとみなして手当たり次第に100名以上刺殺・銃殺し、他方で将校や下士官は日本刀による据え者切りなどを行った。その後、物品略奪・食料徴発・家屋放火などの蛮行を行った」とし、「組織的な虐殺・略奪はパルチザンに対する報復措置であると同時に、敵愾心にももとづく」とする意見がある。

#### ユフタの闘い
同年2月25日にはアムール州のユフタにおいて日本軍310人がパルチザンと戦ってほぼ全滅した闘いである。
日本軍「パルチザン討伐部隊」は1919年2月25日に襲撃を再開したが、地形を熟知したパルチザン部隊によって追い詰められ、田中勝輔少佐率いる歩兵第72連隊第三大隊は同月26日「最後の一兵に至るまで全員悉く戦死」したとされる。

#### イワノフカ事件
その後3月22日にはイワノフカ村「過激派大討伐」を敢行（イワノフカ事件）。同村はもともとボリシェヴィキ派の勢力が強く、反革命派の武装解除要求にも従わなかった。
そこでロシアの反革命派は日本軍の応援を頼み、この村を強制的に捜索し、武器の押収、革命分子の逮捕・銃殺を行った。
しかしこうした抑圧政策は村民を憤激させ、逆にボリシェヴィキ派勢力をより深く浸透させる結果となり、アムール州中部地方第12師団歩兵第12旅団（師団長大井成元中将）は不名誉な敗北の汚名をそそぐべく「過激派大討伐」作戦を敢行。
しかしパルチザンに対する数度の作戦は全て失敗し損害を拡大させて終わった。そこで同旅団は「村落焼棄」へと作戦を変更。
ウラジオストク派遣軍政務部が事件後村民に対して行なった聞き取り調査にもとづく報告書の一節には
| 「 | 本村が日本軍に包囲されたのは三月二十二日午前十時である。 其日村民は平和に家業を仕て居た。初め西北方に銃声が聞へ次で砲弾が村へ落ち始めた。凡そ二時間程の間に約二百発の砲弾が飛来して五、六軒の農家が焼けた。村民は驚き恐れて四方に逃亡するものあり地下室に隠るるもあった。 間もなく日本兵と『コサック』兵とが現れ枯草を軒下に積み石油を注ぎ放火し始めた。女子供は恐れ戦き泣き叫んだ。彼等の或る者は一時気絶し発狂した。男子は多く殺され或は捕へられ或者等は一列に並べられて一斉射撃の下に斃れた。絶命せざるもの等は一々銃剣で刺し殺された。 最も惨酷なるは十五名の村民が一棟の物置小屋に押し込められ外から火を放たれて生きながら焼け死んだことである。 殺された者が当村に籍ある者のみで二百十六名、籍の無い者も多数殺された。焼けた家が百三十戸、穀物農具家財の焼失無数である。此の損害総計七百五十万留（ルーブル）に達して居る。孤児が約五百名老人のみ生き残って扶養者の無い者が八戸其他現在生活に窮して居る家族は多数である。 | 」 |

とある。
翌年2月、同州にソビエト権力が復活すると同村において州都ブラゴヴェシチェンスクの某新聞社が再度調査を行なった。
この結果、死者総数は291名（内中国人6名を含む）で、その中には1歳半の乳飲み子から96歳の老人まで含まれていたとされる（『赤いゴルゴタ』）。
こうした作戦が招いた惨禍の中、1919年秋連合国が後押しをしていた反革命派のアレクサンドル・コルチャーク政権は赤軍との戦闘において敗北が決定的となり、1920年に崩壊。日本政府内にも白軍凋落を期に撤退機運が強まった。

#### 尼港事件

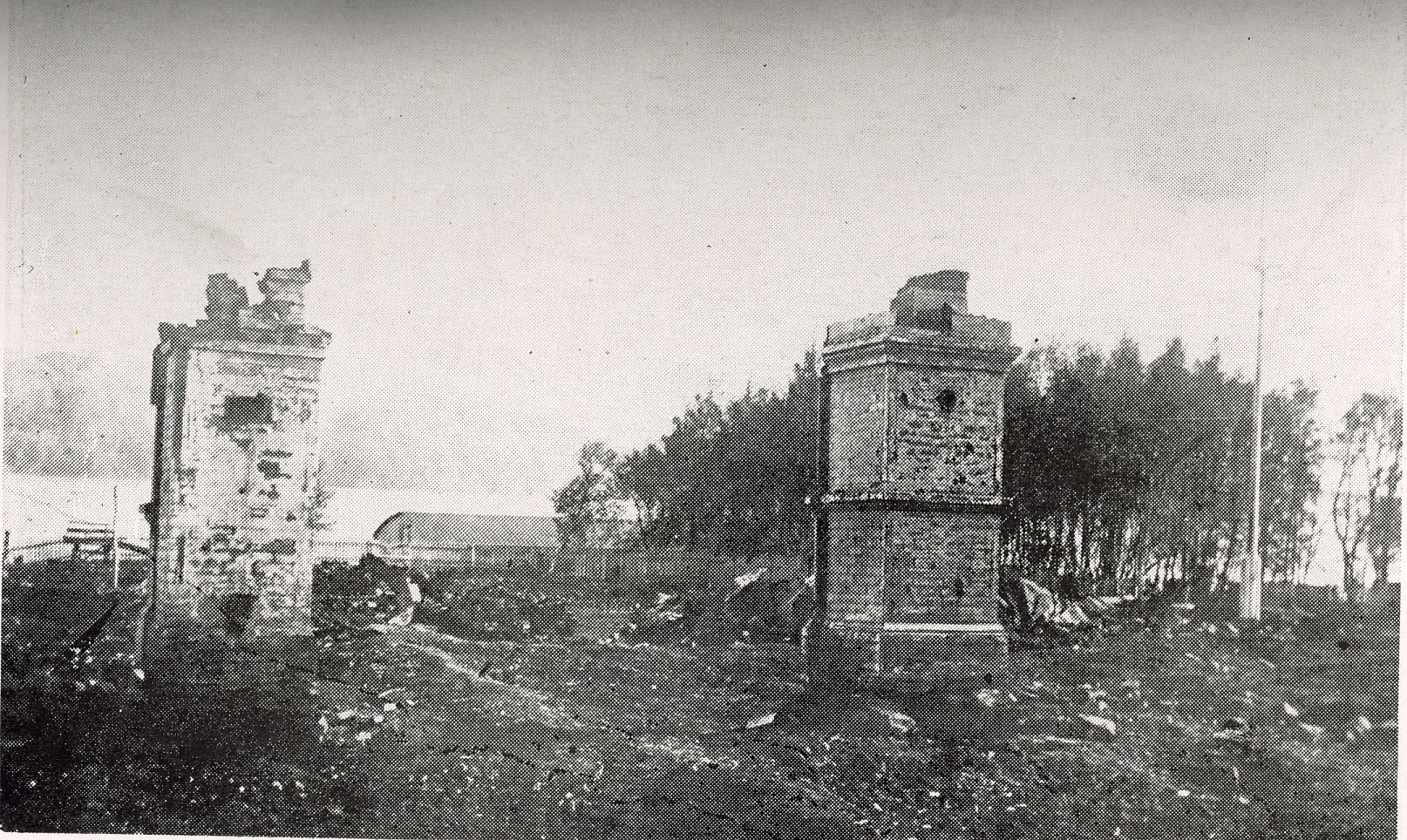
焼け落ちたニコライエフスク日本領事館

1920年（大正9年）3月から5月にかけて、ロシアのトリャピーチン率いるロシア人、朝鮮人、中国人4,000名から成る、共産パルチザン（遊撃隊）が黒竜江（アムール川）の河口にあるニコライエフスク港（尼港、現在のニコラエフスク・ナ・アムーレ）の日本陸軍守備隊（第14師団歩兵第2連隊第3大隊）および日本人居留民約700名、日本人以外の現地市民6,000人の一部を虐殺した上、町の一部に放火した。
この事件を契機として、日本軍はシベリア出兵後も1925年に日ソが国交を結ぶまで石油産地の北樺太(サガレン州)を保障占領した。

### 日本軍の宣撫工作
日本軍は出兵当初から「露国領土の保全」と「内政不干渉」を謳った「1918年8月2日布告」の普及に努めたが、ロシア人住民の対日感情が芳しくないことを熟知すると、日本国内の宗教団体を利用する方式を採用し、日本正教会と西本願寺に白羽の矢が立った。前者からは、三井道朗、森田亮、瀬沼烙三郎、石川喜三郎、計4名の神父、後者からはウラジオストクの西本願寺布教場の大田覚眠師が工作員に指名された。
彼らの活動内容を伝える資料としては、外務次官・幣原喜重郎から陸軍次官・山田隆一に宛てた通牒（1918年8月22日付）などがある。
そこには「表面全然政府ト関係ナキ体裁」をとることなど、工作を実施する上での規定が詳細に記されている。
日本軍特務機関および総領事と緊密な関係を保ちつつ、森田と瀬沼はウラジオストク方面を中心に活動し、三井と石川は北満州・ザバイカル州方面、さらにはチタからイルクールクまで足を伸ばした。
後者は遊説の傍らハルビンで購入した食料品や日用品の廉売に従事したとされる。西本願寺の大田もウラジオストクで宣撫活動に従事。
しかし1919年頃まで続いた活動の成果は芳しくなかったとされる。

### 現地における日本軍将兵の実態
一般兵士の間では戦争目的が曖昧だったことから、日本軍の士気は低調で、軍紀も頽廃していた。この現象は鉄道で戦地へ移動する段階から既に見られた。
| 「                            | 一般ニ士気発揚シアラサルカ如シ 即チ戦争ノ目的ヲ了解シアラサルノミナラス官費満州旅行位ノ心得ニテ出征シアルモノ大部ヲ占ムルノ有様ナリ | 」 |
| —朝鮮軍司令官兵站業務実施報告 | |    |

また、チェコ軍救済と称してウスリー鉄道沿いにシマノフカまで前進した日本軍先陣部隊が、その先には「ロシア人しかいないと言われて引き返し」、その後再び前線に送り出されるという「滑稽な一幕」もあったという。
士官・幹部も同様で、ウラジオストクの某参謀将校が毎日「裸踊り」の観覧にうつつを抜かしていたことについての報告が残っている。戦線が泥沼化した1920年の段階でも同地の派遣軍首脳部は「三井、三菱に出入りして、玉突きや碁将棋に日を消し」ており、少壮将校は「酒楼に遊蕩」していたとされる。 
このような状況を、匿名の投書で告発する兵士も出現した。黒竜会の機関紙『亜細亜時論』へ投書された告発書は、その内容ゆえに公表が一時憚られたが、「改革カ亡国カ 隊改良ニ関スル絶叫書」（以下「絶叫書」と略記）なるタイトルが付され「極秘トシテ当路扱ヒ少数識者ノ間ニ頒ツ」（同序文）こととされた（外務省記録、「出兵及撤兵」）。
同「絶叫書」の内容は全8節からなる長大なものだった。以下内容の一部を紹介する。
「軍紀頽廃ノ実例」の節は、さらに「（イ）敬礼ヲ避ケル」「（ロ）社会主義ノ気分漲ル」「（ハ）殆ド盗ヲナサザルモノナシ」「（ニ）計手ハ皆泥棒」「（ホ）歩哨ノ無価値」の各小節に分かれている。
（ハ）の項では、村の民家から鵞鳥・鶏・豚・牛を盗んでは食べる兵士の不品行を糾弾している。このような事態を派遣軍司令部も把握しており、当時兵士に配布されていた「兵士ノ心得」にも不法行為を禁止する戒めの言葉が記されていたが、全く効果はなかった。ロシア側の資料にも日本軍兵士による不法行為についての報告がある（「日本兵の亡状 州里駅より中東鉄道に達せる報告に日本兵は薪及鶏類を窃み又駅員其他の家屋に押入りて婦人を辱めたり」）。また、同「絶叫書」中「最高幹部の非常識」の項では、匿名投書子は大井師団長がブラゴヴェンシチェンスク市へ入ったときにロシア人住民に対して取った「敗戦国ノ住民ニ対スル」ような態度を糾弾している。
「（ロ）社会主義ノ気分漲ル」項目では、敵＝過激派による感化の事実などではなく、無知な青年将校が理屈に合わない無茶なことを命令し、兵士を叱り飛ばす。これに少しでも不満を漏らそうものなら、すぐ「社会主義」だと決めつけ、のけものにするとし、指揮官の兵隊に対する非人間的な扱いと、それに起因する不満の鬱積を指摘している。
治安当局は「過激派」による「危険思想」の伝播にも神経を尖らせており、帰還兵士の言動にも厳重な監視の目を光らせた（軍も独自に調査を行ったとされる）が、治安当局が作成した内偵資料「秘　帰還兵ノ言動」では、「危険思想」浸潤の事実よりも、将校・下士官の横暴な振る舞いを指摘する内容が圧倒的多数を占めたとされる。また一方で、将校は「戦地」では「常ニ部下ノ機嫌ヲ取ッテ居ル」という声も相当数見られる。同資料によれば、戦地では将校は「歩兵隊式」と呼ばれた結党を伴う仕返し、集団的実力行使を恐れたからだとされる。たとえば、歩兵第72連隊の某帰還兵士の証言によれば、第二中隊では「中隊長ハ下士以下ニ対シテ圧制ナリ」として「下士以下全員著剣シ中隊事務室ニ押掛ケ」中隊長に詫びを入れさせたとされる。また、第一中隊では平素傲慢な態度をとる特務曹長が、機関銃隊では中隊長が、それぞれ「歩兵隊式」の洗礼をうけ全治1ヶ月の重傷を負った。いずれもウラジオストク滞在中の事件だが、だからその程度で済んだ、と某帰還兵はつけ加える。「戦場ナラ彼等ハ命幾何アッテモ足ラン 弾丸ハ向フヘバカリ飛バンカラ」。 
戦線が泥沼化した1920年頃には、前線の兵士は一日も早い帰国を望むようになったとされる（「他国の党派争ひに干渉して人命財産を損する、馬鹿馬鹿しき限りなり」）。
また新聞記者の大庭柯公は、大井師団長が過激派所属の一切の資産を日本軍の鹵獲品と見做すとの布告を発し、これが全道ロシア民を反対抗議を招いたと記述している。

### 白色テロへの日本軍の幇助
ロシア語学者の八杉貞利（当時、東京外国語学校教授）は、1920年7月28日、アムール・ウスリー旅行を企てた。同旅行中の日記はシベリア戦争下の現地状況について記されており、その中には日本軍の白色テロに対する幇助の模様も含まれている。
| 「 | 日本下級軍人が、所謂殊勲の恩賞に預からんがために、而して他の実際討伐に従軍せる者を羨みて、敵無き所に事を起こし、無害の良民を惨殺する等の挙に出ること。而して「我部下は事無き故可哀相なり、何かやらせん」と豪語する中隊長あり | 」 |

また、別の駅では以下の話を耳にする。
| 「 | 目下過激派の俘虜百名あり、漸次に解放したる残りにて、最も首謀と認めたるものは殺しつつあり、之を「ニコラエフスク行き」と唱えつつありといふ。 | 」 |

さらに、
| 「 | 各駅は日本兵によりて守備せらる。（中略）視察に来られる某少佐に対してシマコーフカ駅の一少尉が種々説明しつつありしところを傍聴すれば、目下も列車には常に過激派の密偵あり、列車着すれば第一に降り来たり注意する動作にて直ちに判明する故、常に捕らえて斬首その他の方法にて殺しつつあり、而して死骸は常に機関車内にて火葬す。半殺しにして無理に押し込みたることもあり。或時は両駅間を夜間機関車を幾回となく往復せしめて焼きたることあり。随分首切りたりなど、大得意に声高に物語るを聞く。而して報告は、単に抵抗せし故銃殺せりとする也という。浦塩にて聞きたることの偽ならぬをも確かめ得て、また言の出るところを知らず。 | 」 |

### ポーランド孤児の救済

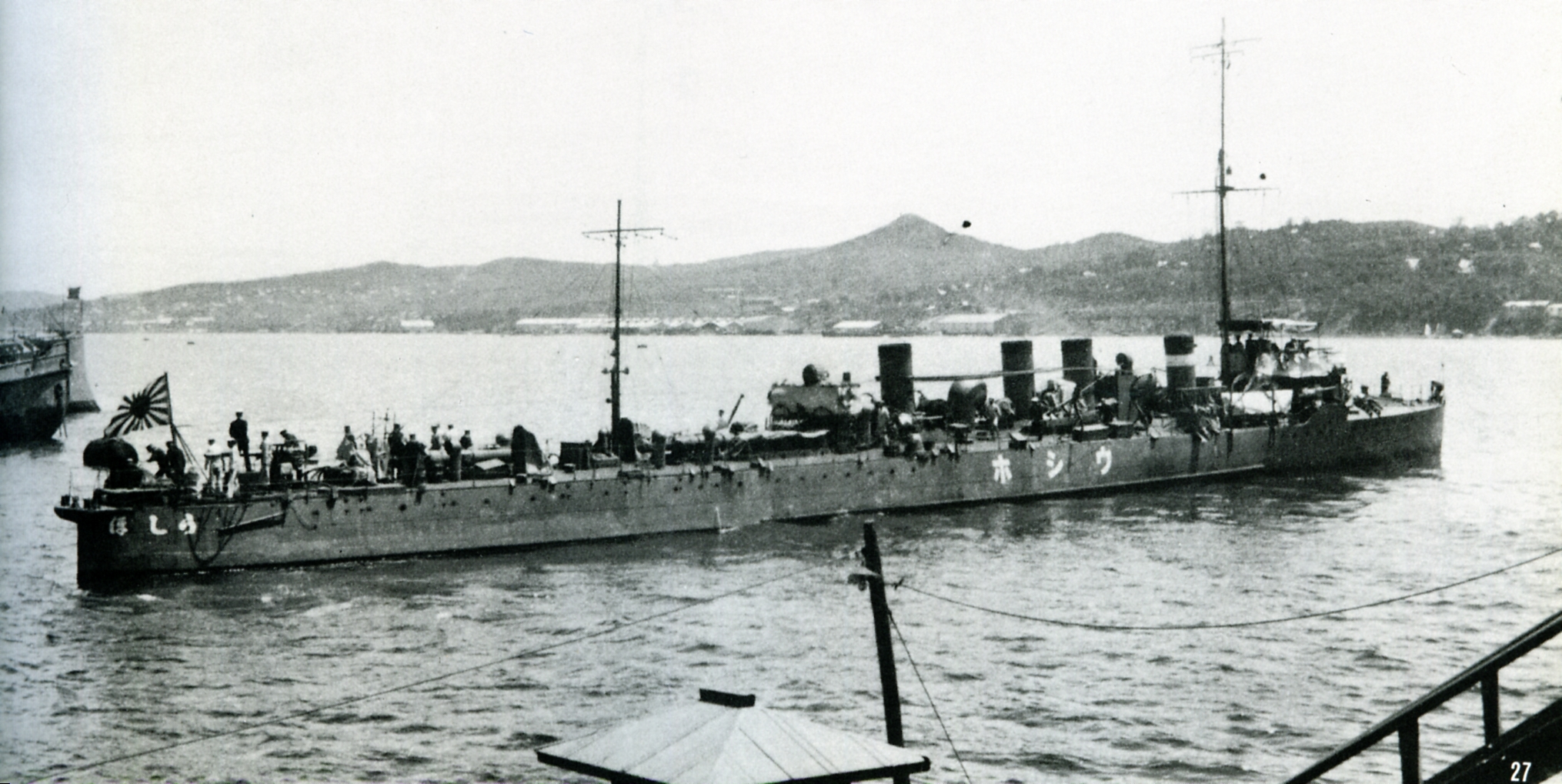
孤児救済にあたった潮 (初代神風型駆逐艦)」

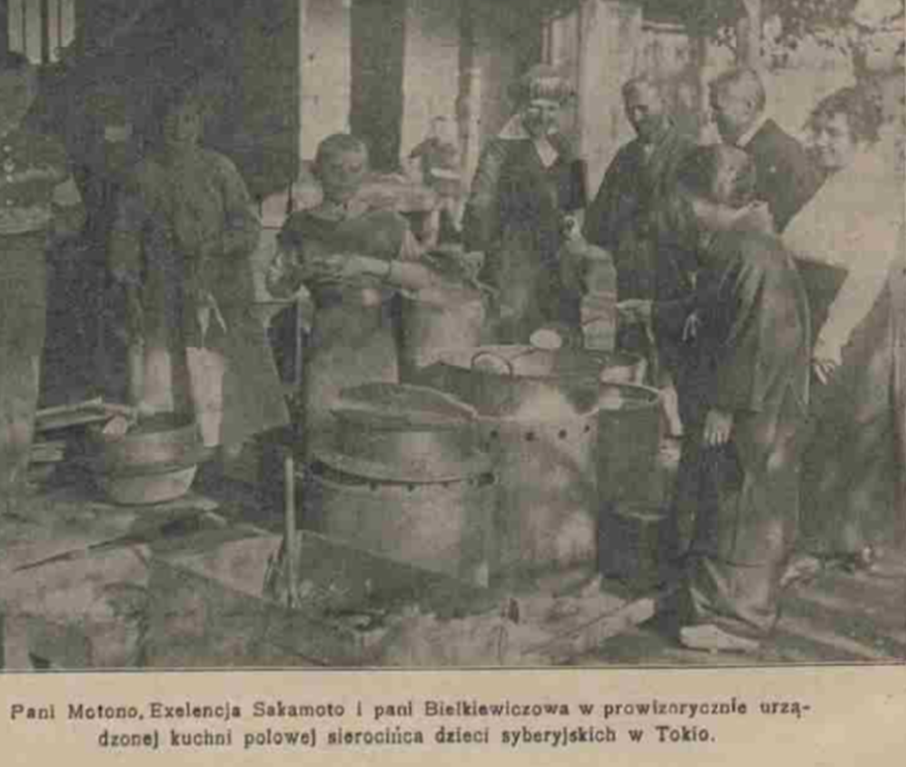
東京の収容施設で炊き出しをするアンナ・ビエルキェヴィチ（孤児救済委員会会長）、本野久子（本野一郎元外務大臣の妻）ら

ロシア帝国はポーランド人政治犯などを多数シベリアに流刑したため、ロシア革命当時のシベリアには相当数のポーランド人がいた。その後、ロシア革命の混乱と1918年11月のポーランドの独立によって、多数のポーランド戦災孤児（シベリア孤児と言われることもある）がシベリアに取り残されたが、その保護のために力を貸す国はなかった。ウラジオストクの「ポーランド極東の子供たち救済委員会」代表のアンナ・ビエルキェヴィチが来日し、日本の外務省に協力を仰いだ。惨状を知った日本側は、外務大臣内田康哉、陸軍大臣田中義一、海軍大臣加藤友三郎、日本赤十字社長石黒忠悳らが協議の上、日本赤十字を中核としてシベリア出兵中にポーランド孤児を救出し、彼等を祖国に帰還させることを決定した。
1920年（大正9年）7月に第1次ポーランド孤児救済が、1922年（大正11年）8月に第2次ポーランド孤児救済がそれぞれ行われた。計763人の孤児たちは付添の大人のポーランド人65名とともにウラジオストクから船で敦賀に入り、宿舎となった東京の福田会育児院、大阪天王寺の大阪市立公民病院看護婦寮に収容され、全国からは寄付金や支援物資が集まった。この活動によって約800名のポーランド孤児が祖国への帰還を果たした。また、これとは別に1920年9月からは、日本の福田会など複数の孤児院が戦災孤児数百人の引き取りを始め、後にポーランドへ帰還させた。
シベリア出兵に従軍し孤児を救った51名の日本軍将校に対し、ポーランド政府は1925年にヴィルトゥティ・ミリターリ勲章を授与して、その功績に報いた。また、腸チフスの孤児たちの看病中に自らも罹患して23歳で亡くなった日本赤十字の看護婦・松澤フミにもポーランドから1921年に赤十字賞、1929年に名誉賞が授与された。
2001年にはポーランドでドキュメンタリー映画『SYBERYJSKIE SNY (シベリアの夢) 』、2003年には日本でドラマ『ワルシャワの秋 (テレビドラマ)』、2020年にドキュメンタリー番組『未来に伝えたい　100年前のニッポン人　～ポーランド孤児救出の軌跡～』が制作された。

### シベリアからの撤兵
日本では、寺内内閣のときにロシア革命への干渉戦争として始められたシベリア出兵であったが、1921年のワシントン会議開催時点で出兵を続けていたのは日本だけであった。会議のなかで、全権であった加藤友三郎海軍大臣が、条件が整い次第、日本も撤兵することを約束した。こののち内閣総理大臣となった加藤は1922年6月23日の閣議で、この年の10月末日までの沿海州からの撤兵方針を決定し、翌日、日本政府声明として発表。撤兵は予定通り進められた。
加藤高明は日本のシベリア出兵について、「なに一つ国家に利益をももたらすことのなかった外交上まれにみる失政の歴史である」と評価している。

## ソビエト連邦からの報復
第二次世界大戦終結直後の1945年（昭和20年）8月16日、ソビエト連邦のヨシフ・スターリンは、アメリカ合衆国のハリー・S・トルーマンと電報を交換する中で、千島列島に加え北海道の北半分（釧路市と留萌市を結ぶ線の北側）をソビエト連邦の所領にすることを求めた。この理由を
| 「 | 日本軍は1919年から1921年にかけてソ連の全極東地域を占領していました。もしソ連軍が日本本土の一部に占領地帯をもたなかったならば、ソ連国民の世論は著しく傷つけられるでありましょう | 」 |

として、過去のシベリア出兵に求めて正当性を示した。この要求は、同年8月18日、トルーマンは日本本土への連合国軍進駐について「連合国の要求する降伏諸事項を履行させるために一時的に日本本土を占領する必要な処置」とし、ソビエト連邦による北海道の所領化を拒否。実現されることはなかった。

## シベリア出兵を題材とした作品

### 漫画
- 大和和紀『はいからさんが通る』（講談社『週刊少女フレンド』、1975年 - 1977年）
- 安彦良和『乾と巽 -ザバイカル戦記-』（講談社『月刊アフタヌーン』、2019年 - 2024年）[1]

### 小説
- 黒島伝治『リャーリャとマルーシャ』（1926年）[2]
- 黒島伝治『栗本の負傷』（1926年）[2]
- 黒島伝治『橇』（1927年）[2]
- 黒島伝治『雪のシベリア』（1927年）[2]
- 黒島伝治『渦巻ける烏の群』（改造社『改造』、1928年）[3]
- 黒島伝治『氷河』（1928年）[2]
- 黒島伝治『パルチザン・ウォルコフ』（1928年）[2]

### 記録文学
- 日本側
  - 菅原佐賀衛『西伯利出兵史要』（偕行社、1925年）
  - 西川虎次郎『西伯利出征私史』（偕行社、1925年）
  - 松尾勝造『シベリア出征日記』（風媒社、1978年）[2]
- イギリス側
  - ジョン・ワード（英語版）『With the "Die-Hards" in Siberia』（1920年）